# 60 Echo
A 60 Echo a Naprendszer kisbolygóövében található aszteroida. James Ferguson fedezte fel 1860. szeptember 14-én. Ez volt a harmadik és egyben utolsó aszteroida felfedezése. Nevét Echoról, a görög mitológiában egy nimfáról kapta.  James Ferguson eredetileg "Titaniának" nevezte el, de nem tudta, hogy ezt a nevet már használták az Uránusz műholdjára.